# Dolichoderus beccarii
Dolichoderus beccarii es una especie de hormiga del género Dolichoderus, subfamilia Dolichoderinae. Fue descrita científicamente por Emery en 1887.
Se distribuye por la región indomalaya, en Borneo, Indonesia y Malasia.